# Monastère de Dobra Voda
Le monastère de Dobra Voda (en serbe cyrillique : Манастир Добра Вода ; en serbe latin : Manastir Dobra Voda) est un monastère orthodoxe serbe situé au Kosovo, sur le territoire du village de Dobrovodë/Dobra Voda, dans la commune/municipalité de Klinë/Klina, dans le Pejë/Peć. Il dépend de l'éparchie de Ras-Prizren et figure sur la liste des monuments d'importance exceptionnelle de la République de Serbie.
Le monastère de Dobra Voda est situé sur le bord de la rivière Klina, probablement à l'endroit où naquit le moine-ermite Saint Pierre de Koriša au XIIIe siècle. Dans les années 1340, il était connu comme un métoque du monastère de Dečani.
Le monastère est aujourd'hui en ruine.